# Benny Friedman
Benjamin Friedman, detto Benny (Cleveland, 18 marzo 1905 – New York, 24 novembre 1982), è stato un allenatore di football americano e giocatore di football americano statunitense che ha giocato nel ruolo di quarterback per la University of Michigan (1924–1926), i Cleveland Bulldogs (1927), i Detroit Wolverines (1928), i New York Giants (1929–1931) e i Brooklyn Dodgers (1932–1934).
Friedman è generalmente considerato il primo grande passatore della storia del football professionistico. Nel 1926, Friedman fu premiato dal Chicago Tribune come miglior giocatore (MVP) della Big Ten Conference della NCAA. Nel 2005, Friedman fu inserito nella Pro Football Hall of Fame.

## Carriera universitaria

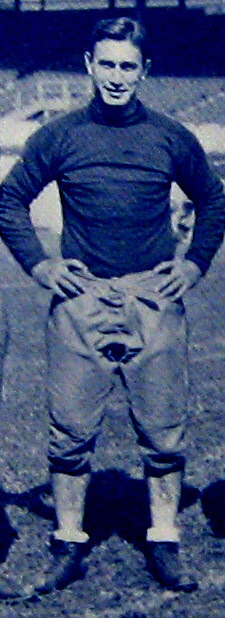
Friedman nel 1929 coi Giants.

Friedman divenne il quarterback titolare e il placekicker a metà della sua seconda stagione a Michigan (in difesa giocava come defensive back). Nel 1925 e nel 1926 1926 guidò i Wolverines a due stagioni consecutive con un record di 7–1, terminando al primo posto nella Big Ten Conference. Contro Università dell'Indiana nel 1925, Friedman contribuì a segnare 44 punti, passando 5 touchdown, segnando due field goal e otto extra point. L'anno successivo venne unanimente votato come All-American e come miglior giocatore della Big Ten.

## Carriera professionistica
Nel 1927, Friedman si unì alla squadra della sua città natale, i Cleveland Bulldogs della National Football League. Dopo una stagione da rookie di successo a Cleveland, egli ebbe uno spettacolare secondo anno giocando per i Detroit Wolverines. Nel 1928, Friedman guidò la NFL in passaggi da touchdown, touchdown su corsa, punti totali ed extra point (nelle altre categorie la NFL allora non teneva traccia delle statistiche).
Le prestazioni di Friedman impressionarono a tal punto il proprietario dei New York Giants Tim Mara che questi acquistò l'intera squadra dei Wolverines per mettere le mani sul quarterback. Coi Giants nel 1929, Friedman guidò ancora la lega con 20 passaggi da touchdown. L'efficacia nei passaggi di Friedman è degna di particolare nota se si considera che le squadre raramente lanciavano il pallone in quei giorni e che il pallone usato all'epoca era più rotondo e difficile da lanciare. Friedman chiamava le giocate della linea di scrimmage e lanciava nel primo e nel secondo down, quando la maggior parte delle squadra aspettavano fino al terzo down. "Benny rivoluzionò il football. Egli forzò le difesa a uscire dall'età oscura." disse di lui George Halas. Nessuna squadra NFL avrebbe sorpassato i suoi 20 passaggi da touchdowns in una stagione fino al 1942. Friedman spesso sperimentò i pregiudizi dei media a causa delle sue origine ebraica, venendo spesso apostrofato dalla stampa come "Jew boy" (il ragazzo ebreo) e il "discendente della Palestina"

## Vittorie e premi
- Pro Football Hall of Fame
- College Football Hall of Fame

## Statistiche
| Partite totali     | 80  |
| Yard lanciate      | 929 |
| Touchdown          | 68  |
| Intercetti subiti  | 19  |
| Touchdown su corsa | 16  |